# Wilhelm Holzmeier
Johann Anton Wilhelm Holzmeier (* 3. Dezember 1864 in Bremen; † 2. April 1917 ebenda) war ein deutscher Lehrer, Redakteur und Bremer Politiker (SPD).

## Biografie

### Familie, Ausbildung und Beruf
Holzmeier war der Sohn eines Schmieds und Feilenhauers. Er wuchs im Bremer Stadtteil Gröpelingen auf und besuchte die Volksschule, von 1871 bis 1879 eine Privatschule sowie von 1879 bis 1884 das Bremer Lehrerseminar. Zunächst war er als Privatlehrer, dann von 1888 bis 1892 als Hilfslehrer und von 1892 bis 1910 als Volksschullehrer in Walle tätig. Wegen seines entschiedenen politischen Engagements für Reformen im Bereich des Bremer Schulwesens wurde er zeitweise 1906 und 1907 vom Dienst suspendiert. Beim Bremer Schulstreit (1905–1907) forderten die Lehrer Holzmeier, Fritz Gansberg und Wilhelm Scharrelmann die Abschaffung des staatlichen Religionsunterrichts mit dem Argument, dass Religion Privatsache sei. Ein Verweis und eine Geldstrafe waren die Folge. 1910 wurde Holzmeier schließlich entlassen.
Von 1910 bis 1917 war er deshalb Redakteur der SPD-Zeitung Bremer Bürgerzeitung und dann bis zu seiner Selbsttötung kurz Mitarbeiter im Statistischen Amt in Bremen.

### Politik
Holzmeier wurde Mitglied der Gewerkschaft und 1904 der SPD.
Er war ein führender Vertreter der sozialdemokratisch orientierten Lehrerschaft. Er gehörte in den Anfangsjahren des 20. Jahrhunderts zu einer Gruppe Bremer Lehrer, die autoritäre Erziehungsmethoden und die nationalistische Zielsetzung der Schulbehörden ablehnte und sich für Schulreformen einsetzte. Seit 1905 war er Mitarbeiter der Bremer Lehrerzeitung Roland.  Im April 1906 eroberten die fortschrittlichen Volksschullehrer die Mehrheit im Vorstand des Bremer Lehrervereins. Hans Lüdeking, Wilhelm Holzmeier und Johann Knief wurden u. a. in den Vorstand gewählt. Sein politisches Engagement führte 1910 zur Entlassung. Die am selben Abend bei Holzmeier versammelten Lehrer waren sich darin einig, den Kampf weiterzuführen. Sie schickten ein von Knief verfasstes Telegramm an August Bebel, den Vorsitzenden der Sozialdemokratischen Partei: „Die aus Anlaß der Dienstentlassung des Genossen Holzmeier versammelten sozialdemokratischen Lehrer entbieten dem Führer des Proletariats zu seinem 70. Geburtstag ihren herzlichsten Glückwunsch...“ Das Telegramm führte zu neuen Repressalien gegen die fortschrittlichen Lehrer. Der Sozialdemokratische Verein organisierte  unter der Leitung von Wilhelm Pieck Massenkundgebungen und Demonstrationen zur Unterstützung der sozialdemokratischen Lehrer. An den Demonstrationszügen des 14. März 1910 waren 12.000 Menschen beteiligt. Bei Piecks Rede in der Bürgerschaft entzog ihm der Präsident das Wort; die protestierenden Zuschauer auf den Tribünen wurden von der Polizei hinausgedrängt.
Holzmeier war von 1911 bis zu seinem Tod 1917 Mitglied der Bremischen Bürgerschaft.

### Ehrungen
- Die Wilhelm-Holzmeier-Straße in Bremen-Obervieland, Ortsteil Kattenturm, wurde nach ihm benannt.